# Biston subocularia
Biston subocularia  är en fjärilsart som beskrevs av Paul Mabille, 1893. Biston subocularia  ingår i släktet Biston och familjen mätare, Geometridae. Inga underarter finns listade i Catalogue of Life.